# 209 (nombre)
« Deux cent-neuf » redirige ici. Pour l'année, voir 209.
209 (deux cent-neuf) est l'entier naturel qui suit 208 et qui précède 210.

## En mathématiques
Deux cent-neuf est :
- Un nombre hautement totient.
- Un auto nombre.
- Un nombre Harshad.

## Dans d'autres domaines
Deux cent-neuf est aussi :
- Le code téléphonique pour Modesto dans l'État de Californie.
- Années historiques : -209, 209.
- Messerschmitt Me 209, un avion allemand.
- Messerschmitt Me 209-II, un avion allemand.
- La masse atomique du Polonium, un métal pauvre.